# 1996年日本グランプリ (4輪)
1996年日本グランプリ (1996 Japanese Grand Prix) は1996年のF1世界選手権第16戦として10月13日に鈴鹿サーキットで決勝レースが開催された。

## 概要
年間スケジュールにおいてオーストラリアGPが開幕戦に移動したため、日本GPは1977年以来となるシーズン最終戦として開催された。
ウィリアムズに所属するデイモン・ヒル、ジャック・ヴィルヌーヴ両名によるドライバーズチャンピオン争いは、ヒルが9ポイントリードして最終戦を迎えた。ヴィルヌーヴが逆転チャンピオンとなるには優勝（10ポイント）かつヒルが無得点以外に無かった。ヴィルヌーヴが優勝しヒルが6位（1ポイント）の場合、合計88ポイントで並ぶが、優勝回数の差（ヒル7勝、ヴィルヌーヴ5勝）でヒルがチャンピオンとなる。ヒルはすでにウィリアムズ離脱が決定しており、悲願のタイトルまであと1ポイントという状況で日本GPを迎えた。

## 予選
| 順位 | No | ドライバー                       | コンストラクター         | タイム   | 差     |
| ---- | -- | -------------------------------- | ------------------------ | -------- | ------ |
| 1    | 6  | ジャック・ヴィルヌーヴ           | ウィリアムズ・ルノー     | 1:38.909 |        |
| 2    | 5  | デイモン・ヒル                   | ウィリアムズ・ルノー     | 1:39.370 | +0.461 |
| 3    | 1  | ミハエル・シューマッハ           | フェラーリ               | 1:40.071 | +1.162 |
| 4    | 4  | ゲルハルト・ベルガー             | ベネトン・ルノー         | 1:40.364 | +1.455 |
| 5    | 7  | ミカ・ハッキネン                 | マクラーレン・メルセデス | 1:40.458 | +1.549 |
| 6    | 2  | エディ・アーバイン               | フェラーリ               | 1:41.005 | +2.096 |
| 7    | 15 | ハインツ＝ハラルド・フレンツェン | ザウバー・フォード       | 1:41.277 | +2.368 |
| 8    | 8  | デビッド・クルサード             | マクラーレン・メルセデス | 1:41.384 | +2.475 |
| 9    | 3  | ジャン・アレジ                   | ベネトン・ルノー         | 1:41.562 | +2.653 |
| 10   | 12 | マーティン・ブランドル           | ジョーダン・プジョー     | 1:41.600 | +2.691 |
| 11   | 11 | ルーベンス・バリチェロ           | ジョーダン・プジョー     | 1:41.919 | +3.010 |
| 12   | 9  | オリビエ・パニス                 | リジェ・無限ホンダ       | 1:42.206 | +3.297 |
| 13   | 14 | ジョニー・ハーバート             | ザウバー・フォード       | 1:42.658 | +3.749 |
| 14   | 18 | 片山右京                         | ティレル・ヤマハ         | 1:42.711 | +3.802 |
| 15   | 19 | ミカ・サロ                       | ティレル・ヤマハ         | 1:42.840 | +3.931 |
| 16   | 10 | ペドロ・ディニス                 | リジェ・無限ホンダ       | 1:43.196 | +4.287 |
| 17   | 17 | ヨス・フェルスタッペン           | フットワーク・ハート     | 1:43.383 | +4.474 |
| 18   | 20 | ペドロ・ラミー                   | ミナルディ・フォード     | 1:44.874 | +5.965 |
| 19   | 16 | リカルド・ロセット               | フットワーク・ハート     | 1:45.412 | +6.503 |
| DNQ  | 21 | ジョバンニ・ラバッジ             | ミナルディ・フォード     | 1:46.795 | +7.886 |

## 決勝

### 展開
グリッド上でスタートを待つ間に予選8位のデビッド・クルサード（マクラーレン）がエンジンストールし、フォーメーションラップがやり直しとなった。クルサードは最後尾にまわり、決勝は1周減算して52周で行われる。
仕切り直しのスタートでは、ポールシッターのヴィルヌーヴの加速が鈍く、ヒル、ゲルハルト・ベルガー（ベネトン）、ミカ・ハッキネン（マクラーレン）、ミハエル・シューマッハ（フェラーリ）、エディ・アーバイン（フェラーリ）に抜かれて6番手にまで後退、ヴィルヌーヴにとっては痛恨の、ヒルにとっては圧倒的有利な情勢となった。S字コーナー手前でジャン・アレジ（ベネトン）がスピンし、バリアに激突して早々とリタイアした。
3周目、2位のベルガーがシケインでヒルのインを狙うが、追突してフロントウィングを損傷した。ヒルのマシンへの影響が懸念されたが、ダメージもなく走行を続けた。
ヴィルヌーヴはアーバインの後方に詰まっていたが、12周目のシケインでオーバーテイクに成功し4位に浮上した。続けて3位のシューマッハに迫り、14周目にピットインしてポジションアップを狙ったが、シューマッハも翌周ピットインしてヴィルヌーヴの前に戻った。
19周目、1・2位のヒル、ハッキネンが同時にピットイン。ヒルは首位を守ってコースに復帰するが、ハッキネンはシューマッハにかわされ、3位に後退した。ヒルと4位ヴィルヌーヴの間にはホームストレート1本分ほどのギャップがある。
31周目、シューマッハ、ハッキネン、ヴィルヌーヴの3者が同時にピットインし、2回目のタイヤ交換を行った。ヴィルヌーヴはフロントウィングを調節したため若干タイムロスし、ポジションは変わらず。ヒルは34周目に無難にタイヤ交換を済ませ、トップを堅持した。
ヴィルヌーヴは33周目にこのレースのファステストラップを記録し、チャンピオンを諦めない姿勢をみせた。しかし、37周目の1コーナーを通過したところで突然右リアタイヤが外れ、2コーナーのサンドラップに突っ込んだ。タイヤは勢いよくフェンスを飛び越えたが、幸運にも観客席への被害は免れた。ヴィルヌーヴはマシンを降り、この瞬間ヒルのワールドチャンピオンが決定した。ルーキーチャンピオンの可能性は潰えたが、ヴィルヌーヴはすっきりした表情で観客の拍手に応えた。
ヒルはシューマッハの追撃をかわして残り周回を走り切り、今季8勝目のチェッカーフラッグを受けた。亡き父グラハム・ヒルに続く、親子2代でのチャンピオン獲得はF1史上初となる。ウィニングランを終えてピットでマシンを降りると、苦楽を共にしてきたジョージー夫人と熱い抱擁を交わした。

### 結果
| 順位 | No | ドライバー                       | コンストラクター         | 周回 | タイム/リタイア | グリッド | ポイント |
| ---- | -- | -------------------------------- | ------------------------ | ---- | --------------- | -------- | -------- |
| 1    | 5  | デイモン・ヒル                   | ウィリアムズ・ルノー     | 52   | 1:32:33.791     | 2        | 10       |
| 2    | 1  | ミハエル・シューマッハ           | フェラーリ               | 52   | + 1.883         | 3        | 6        |
| 3    | 7  | ミカ・ハッキネン                 | マクラーレン・メルセデス | 52   | + 3.212         | 5        | 4        |
| 4    | 4  | ゲルハルト・ベルガー             | ベネトン・ルノー         | 52   | + 26.526        | 4        | 3        |
| 5    | 12 | マーティン・ブランドル           | ジョーダン・プジョー     | 52   | + 67.120        | 10       | 2        |
| 6    | 15 | ハインツ＝ハラルド・フレンツェン | ザウバー・フォード       | 52   | + 81.186        | 7        | 1        |
| 7    | 9  | オリビエ・パニス                 | リジェ・無限ホンダ       | 52   | + 84.510        | 12       |          |
| 8    | 8  | デビッド・クルサード             | マクラーレン・メルセデス | 52   | + 85.233        | 8        |          |
| 9    | 11 | ルーベンス・バリチェロ           | ジョーダン・プジョー     | 52   | + 101.065       | 11       |          |
| 10   | 14 | ジョニー・ハーバート             | ザウバー・フォード       | 52   | + 101.799       | 13       |          |
| 11   | 17 | ヨス・フェルスタッペン           | フットワーク・ハート     | 51   | + 1 Lap         | 17       |          |
| 12   | 20 | ペドロ・ラミー                   | ミナルディ・フォード     | 50   | + 2 Laps        | 18       |          |
| 13   | 16 | リカルド・ロセット               | フットワーク・ハート     | 50   | + 2 Laps        | 19       |          |
| Ret  | 2  | エディ・アーバイン               | フェラーリ               | 39   | 接触            | 6        |          |
| Ret  | 18 | 片山右京                         | ティレル・ヤマハ         | 37   | エンジン        | 14       |          |
| Ret  | 6  | ジャック・ヴィルヌーヴ           | ウィリアムズ・ルノー     | 36   | ホイール        | 1        |          |
| Ret  | 19 | ミカ・サロ                       | ティレル・ヤマハ         | 20   | エンジン        | 15       |          |
| Ret  | 10 | ペドロ・ディニス                 | リジェ・無限ホンダ       | 13   | スピン          | 16       |          |
| Ret  | 3  | ジャン・アレジ                   | ベネトン・ルノー         | 0    | スピン          | 9        |          |
| DNQ  | 21 | ジョバンニ・ラバッジ             | ミナルディ・フォード     |      | DNQ             | 20       |          |

## エピソード
- マクラーレンとマールボロのスポンサー契約がこの年限りで終了するため、伝統の赤・白のカラーリングはこのレースが最後となった。
- 1984年から参戦してきたマーティン・ブランドルも、F1ラストレースとなった。
- レース後、ヴィルヌーヴは仲の良いデビッド・クルサード、ミカ・サロと3人で髪を切り、シーズン打ち上げパーティーに丸刈り姿で登場した。
- アロウズへの移籍が決定しているヒルは日本GP終了後も鈴鹿に残り、決勝翌日、来期よりF1に参入するブリヂストンタイヤのテスト走行を行った。テストカーにはTWRが所有するリジェ・JS41を使用した。